# استان وایوتس‌جور
وایوتس‌جور یا وایوتْس دْزور (به ارمنی: Վայոց Ձոր) Armenian pronunciation: [vɑjˌɔt͡sʰ ˈd͡zɔɾ] یکی از استان‌های کشور ارمنستان است که در جنوب غربی این کشور واقع شده‌است. مرکز این استان شهر یغگنادزور می‌باشد.

## نامگذاری
پسوند -دْزور که در بسیاری از جاینام‌های ارمنی به چشم می‌خورد به معنی درّه است. نام وایوتس‌جور بنا بر باور عوام معنی «دره مصیبت» می‌دهد.

## تاریخچه استان
منطقه وایوتس‌جور تا زمان تازش سلجوقیان در دست شاهزادگان سیونیک بود. پس از سال‌ها فرمانروایی سلجوقیان سرانجام ارمنیان این منطقه را آزاد کردند و خاندان اُربلی بر آنجا چیره گشت. طی فرمانروایی آنان کانون دانشی برجسته‌ای در گلادزور به شکوفایی رسید.
این منطقه سپس بخشی از ایران شد و شاه‌عباس بزرگ صفوی در سال ۱۶۰۴ میلادی مردم یغگنادزور را به زور به درون ایران کوچاند و سده‌ها بعد یعنی پس از امضای قرارداد ترکمنچای مردم آن شهر به دیار خود بازگشتند.

## عوارض جغرافیایی
رویه استان وایوتس‌جور را کوه‌ها و تپه ماهورها پوشانده‌است و فاقد جنگل است. تنها ۲۰ درصد از زمینهای این استان کشت‌پذیر است. این استان در حوزه آبریز رود آرپا قرار دارد. این استان کوچک دو شهر دیگر دارد به نام‌های وایْک و جِرموک.
- کوه واردنیس - ۳٬۵۲۲ متر - رشته‌کوه واردنیس
- گنداسار - ۲۹۴۶ متر - رشته‌کوه گغاما
- آرپا (رود)
- رود یغگیس

## تقسیمات استانی
استان وایوتس‌جور شامل موارد زیر است 44 communities (استان‌های ارمنستانner), of which 3 are considered urban و 41 are considered rural.
| شهرداری               | نوع     | مساحت (km²) | جمعیت (سرشماری ۲۰۱۱) | مرکز            | شامل روستاهای |
| --------------------- | ------- | ----------- | -------------------- | --------------- | --- |
| Jermuk Municipality   | شهری    | ۴۹۷         | ۷٬۳۵۹                | جرموک           | گندواز، هرهر، کارمراشن. |
| شهرداری وایک          | شهری    | ۱۸۴         | ۷٬۰۶۴                | وایک            | آرین، آزاتک، پور، زدا. |
| یغگنادزور             | شهری    | ۲۷          | ۷٬۹۴۴                | یغگنادزور       | |
| Areni Municipality    | روستایی | ۴۳۸         | ۱۰٬۴۱۰               | آرنی            | آگاراکادزور، آغاونادزور، آرپی، چیوا، گنیشیک، خاچیک، موزروف، ریند، یلپین. (متروکه: آماغو).                                                      |
| Gladzor Municipality  | روستایی | ۱۳۱         | ۵٬۲۲۰                | گلادزور         | گتاپ، ورنشن. |
| مالیشکا               | روستایی | ۸۶          | ۴٬۴۶۰                | مالیشکا         | |
| Yeghegis Municipality | روستایی | ۴۷۷         | ۵٬۹۶۱                | شاتین، ارمنستان | آغنجادزور، آرتابوینک، گوغتانیک، هرمون، هورباتغ، هورس، کاراگلوخ، سالی، سواژایر، تاراتومب، وارداهوویت، یغگیس. (متروکه: آراتس، گتیکوانک، کالاسار) |
| شهرداری زاریتاپ       | روستایی | ۴۶۸         | ۳٬۹۰۶                | زاریتاپ         | آرتاوان، باردزرونی، گومک، کاپویت، خندزوروت، مارتیروس، نور آزنابرد، ساراوان، سرس، اوغدزور. (متروکه: آختا، هورادیس).                             |

### شهرک‌ها و communities شهری
| تصویر | شهر (شهرک) | استان     | بنیانگذاری              | مساحت (کیلومترمربع) | جمعیت (سرشماری ۲۰۱۱) |
| ----- | ---------- | --------- | ----------------------- | ------------------- | -------------------- |
|       | جرموک      | وایوتس‌جور | سده ۱۳ام (نخستین اشاره) | ۵                   | ۴٬۶۲۸                |
|       | وایک       | وایوتس‌جور | ?                       | ۳                   | ۵٬۸۷۷                |
|       | یغگنادزور  | وایوتس‌جور | سده ۵ام (نخستین اشاره)  | ۶                   | ۷٬۹۴۴                |

### روستاها یا communities روستایی
| - آگاراکادزور - آغاونادزور - آغنجادزور - آرنی - آرین - آرپی - آرتابوینک - آرتاوان - آزاتک - باردزرونی - چیوا - گتاپ - گتیکوانک - گلادزور | - گندواز - گنیشیک - گوغتانیک - گومک - هرهر - هرمون - هورباتغ - هورس - کاراگلوخ - کارمراشن - خاچیک - خندزوروت - مالیشکا - مارتیروس | - نور آزنابرد - پور - ریند - سالی - ساراوان - شاتین - سرس - تاراتومب - وارداهوویت - ورنشن - یغگیس - یلپین - زاریتاپ - زدا |

#### Non-community villages
- آختا، belongs the community of گومک.
- موزروف، belongs the community of گنیشیک.
- کاپویت، belongs the community of گومک.
- کچوت، belongs the community of جرموک.
- سواژایر، belongs the community of وارداهوویت.
- اوغدزور، belongs the community of ساراوان.

#### روستاهای سابق
- اماگو، belongs the community of آرنی.
- آراتس، belongs the community of هرمون.
- کالاسار، belongs the community of هرمون.
- گتیکوانک، belongs the community of وارداهوویت.
- هورادیس، belongs the community of زاریتاپ.

## اماکن مذهبی و تاریخی
وایوتس‌جور کلیساها و صومعه‌های تاریخی و دیدنی فراوانی دارد. یکی از زیباترین کلیساهای میانْ سده‌ای ارمنستان به نام نوراوانْک (بمعنی صومعه نو) در این استان قرار دارد. سایر سازه‌های تاریخی و مذهبی این استان عبارتنداز:
- صومعه اسپیتاکاوور
- گندوانک
- صومعه تاناهات
- صومعه تساغاتس کار
- پروشابرد
- جرموک

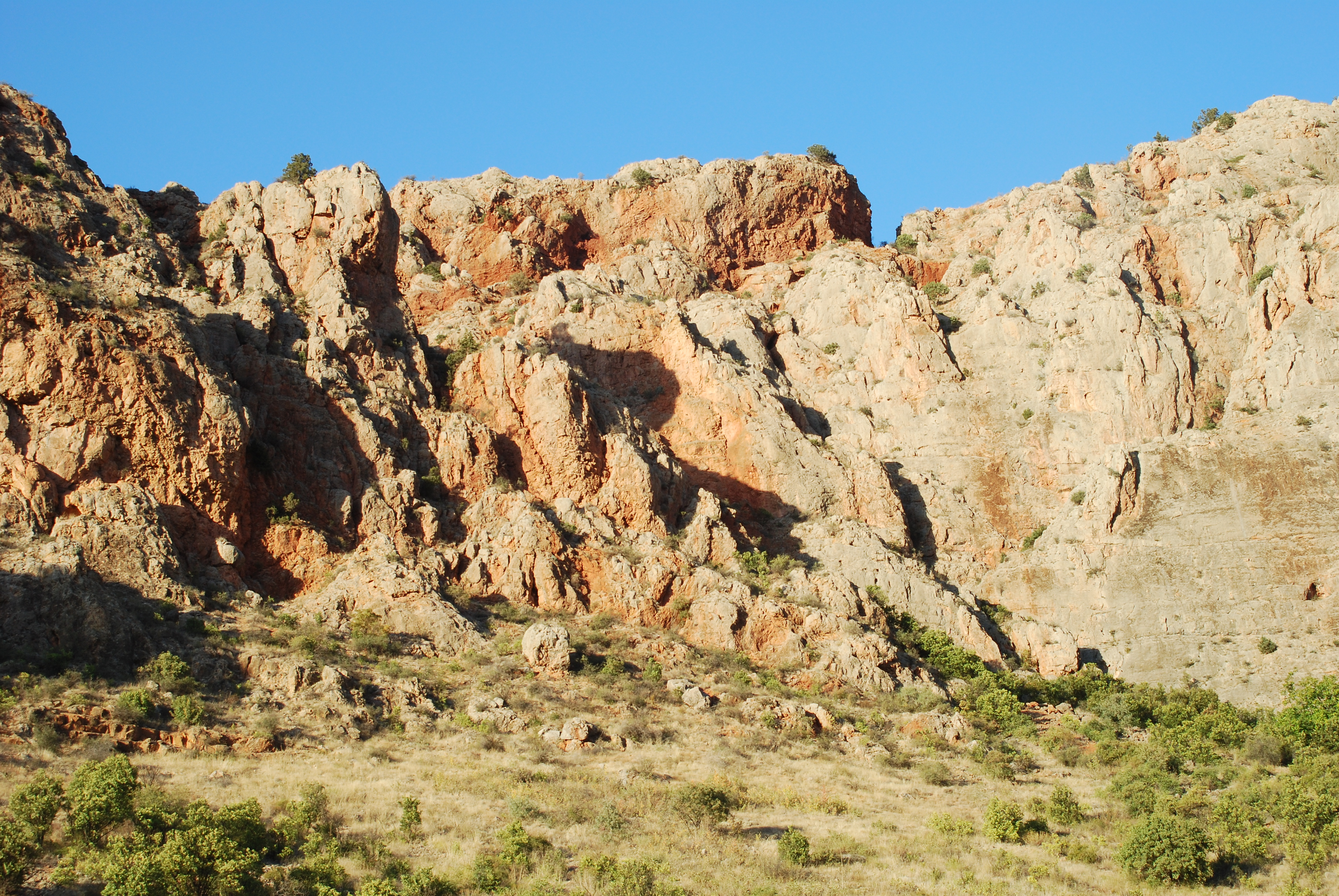
کوهستان نزدیک نوراوانک
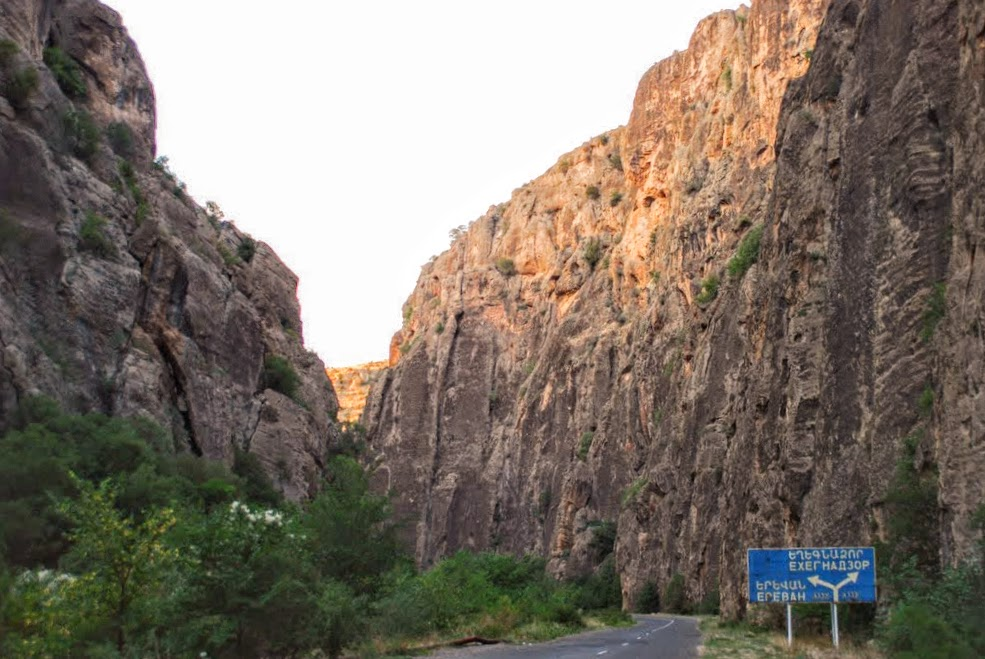
جاده نوراوانک
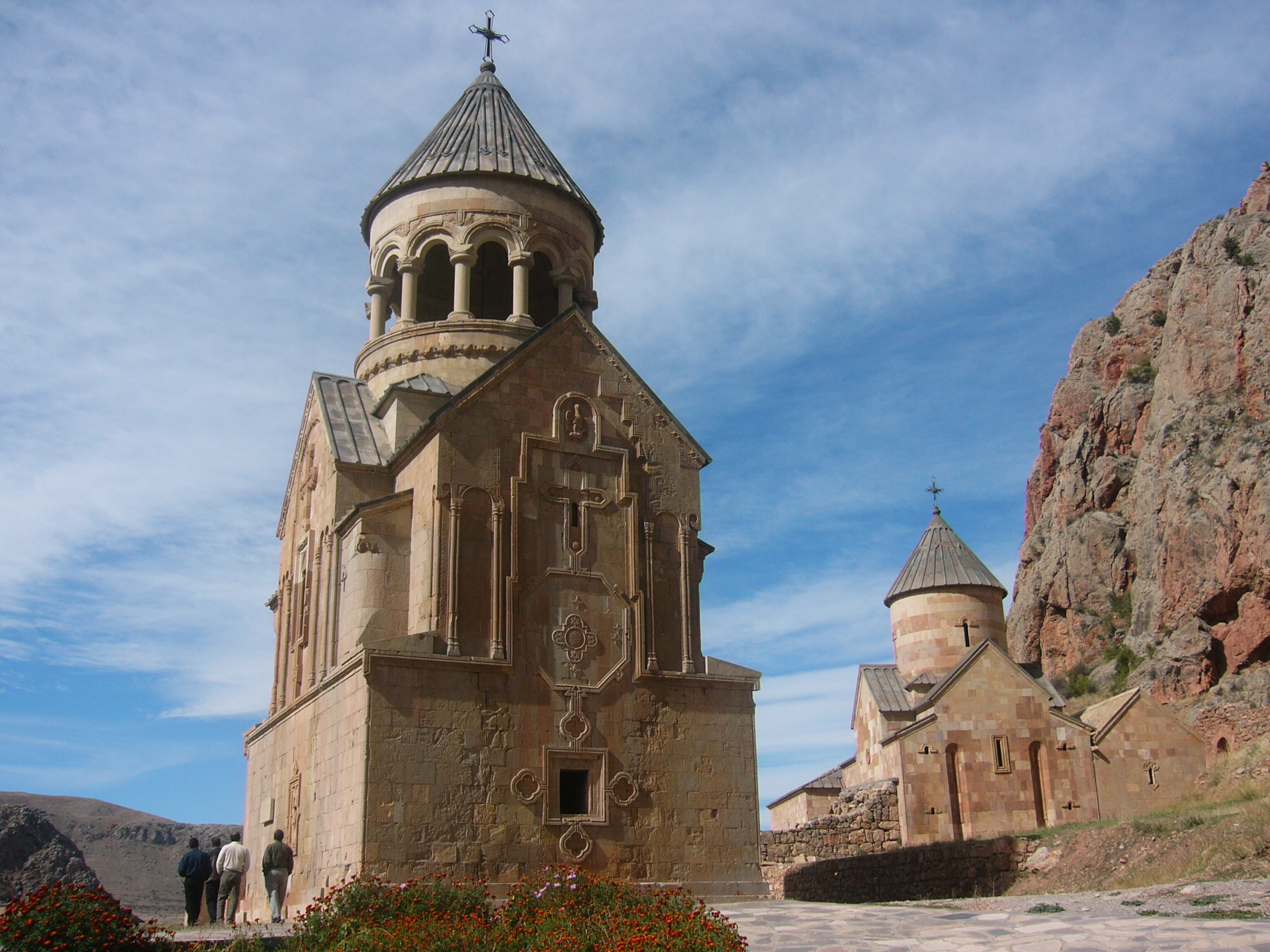
کلیسای دو طبقه آستواتساتسین مقدس به هم راه کلیسای کاراپت مقدس و نیایشگاه گرگوری مقدس در سمت راست.
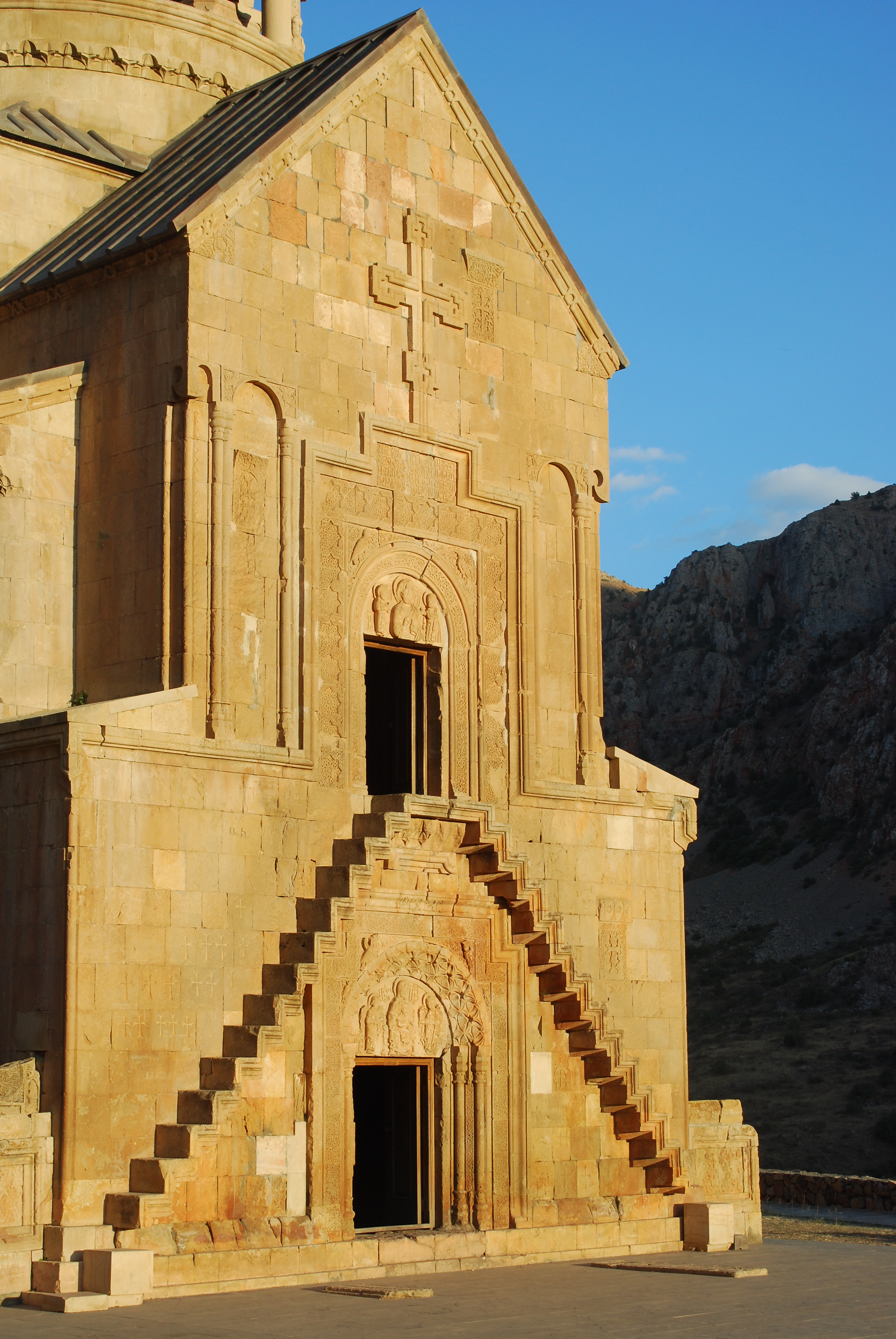
نمای روبروی نوراوانک
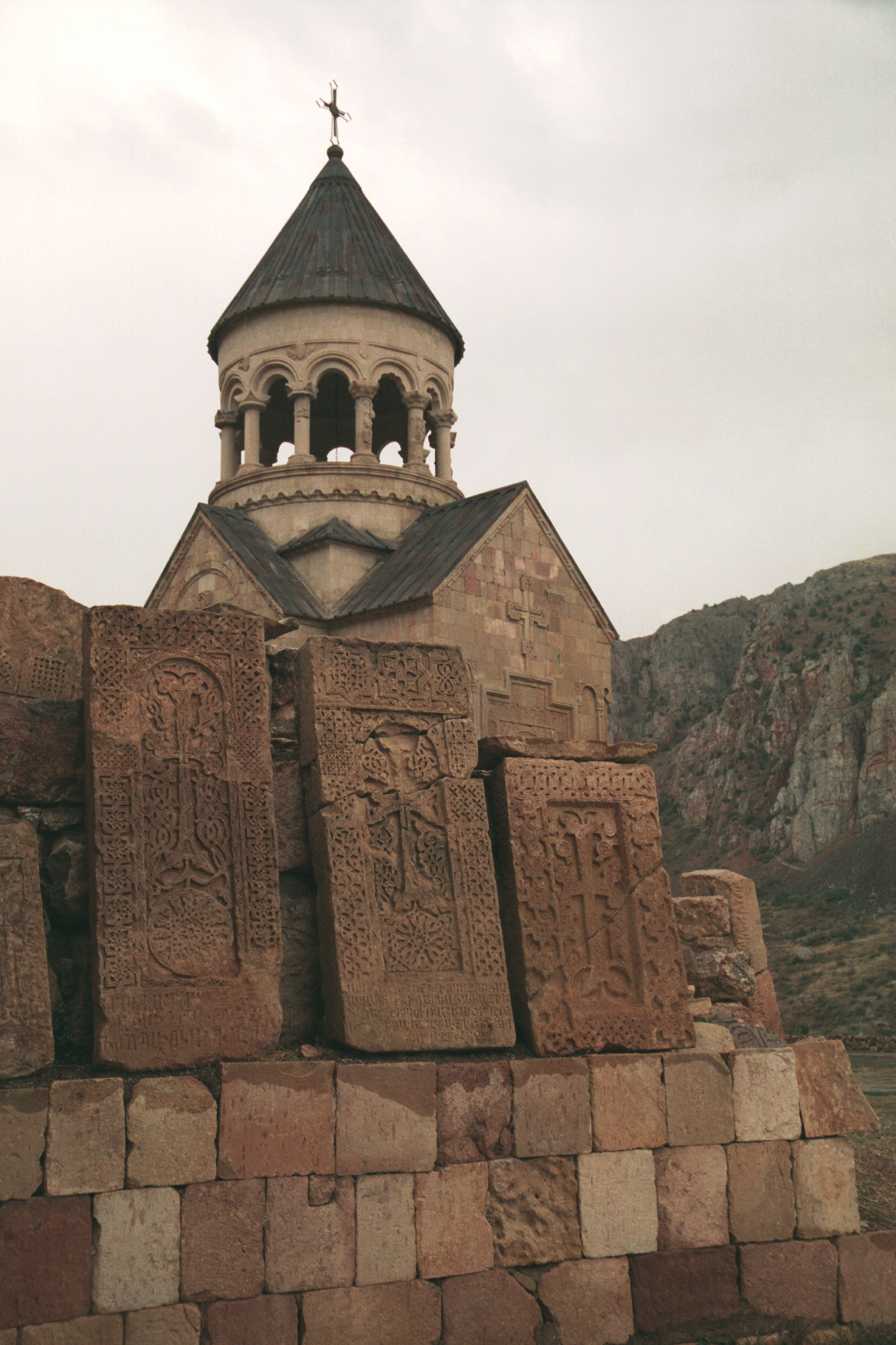
چلیپاسنگ‌های نوراوانک
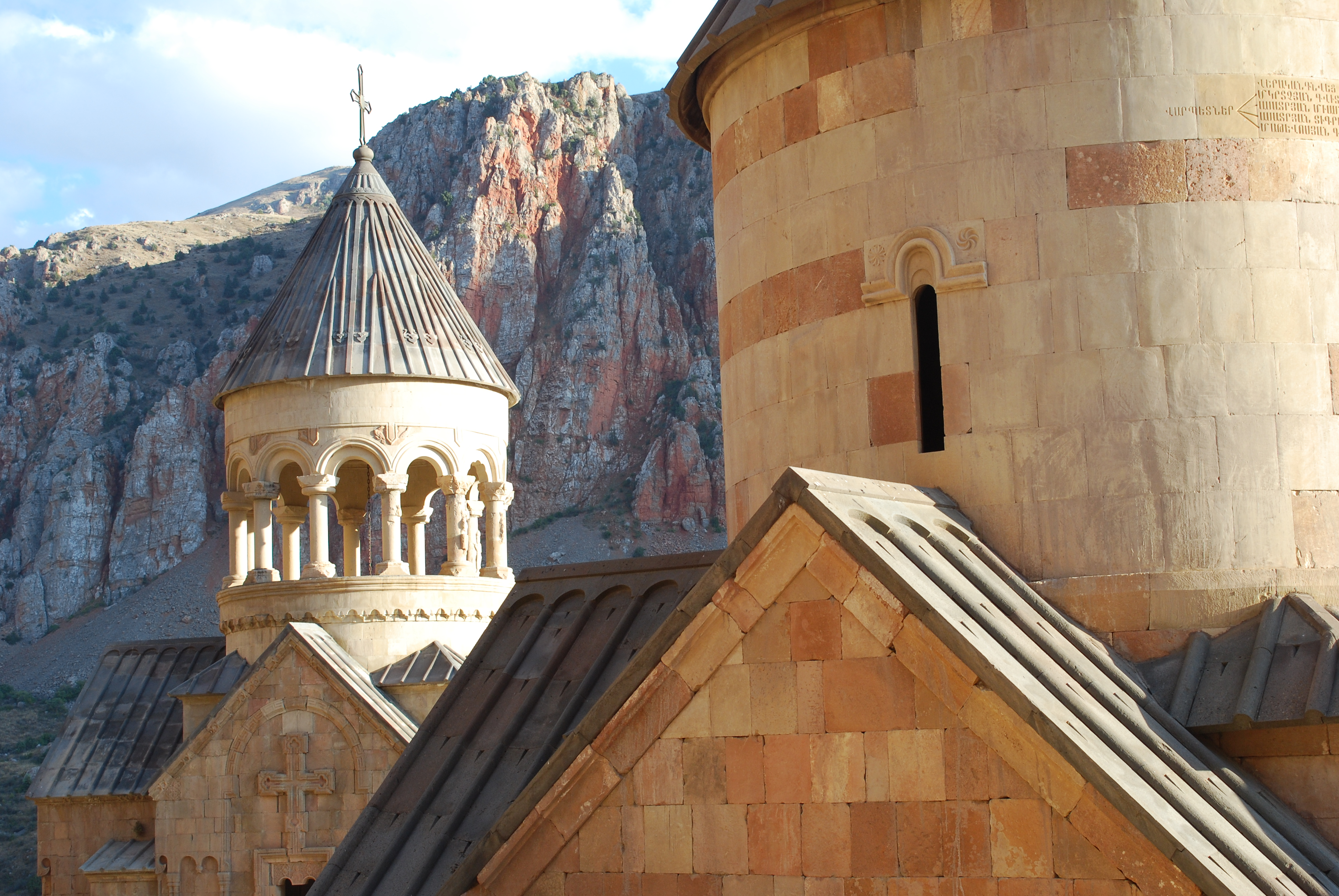
کلیسای آستواتساتسین مقدس و کلیسای کاراپت مقدس
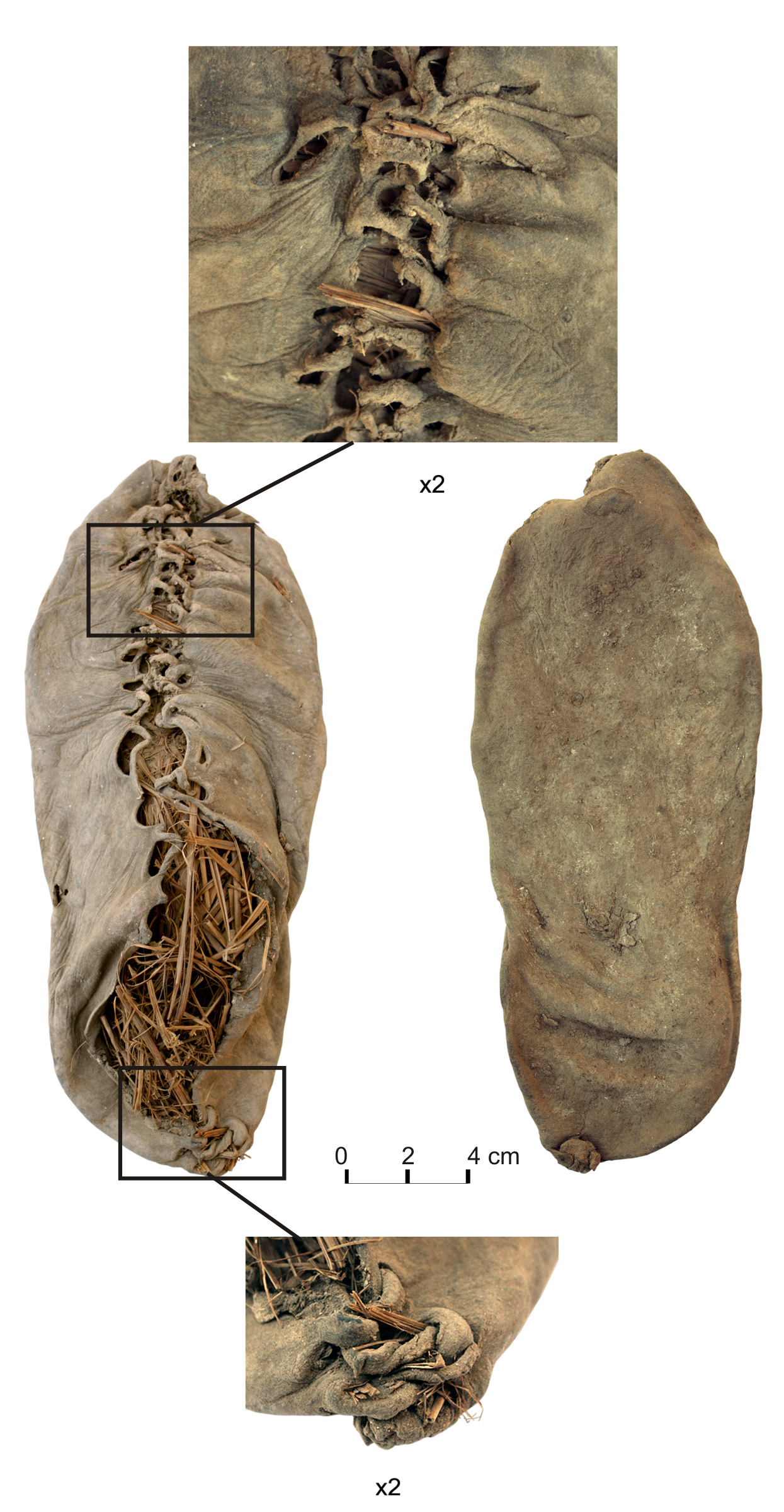
قدیمیترین کفش چرمی یافته شده در جهان در غار آرنی ۱